# Janette Sadik-Khan
Janette Sadik-Khan, née le 28 avril 1961 à San Francisco, est une fonctionnaire américaine, directrice du New York City Department of Transportation de 2007 à 2013 et, à ce titre, chargée de la transformation des rues de la ville notamment vers une plus grande intégration du vélo dans les infrastructures urbaines.
Par la suite, elle devient directrice principale du département « transports » chez Bloomberg Associates et conseille à ce titre les villes en matière d'urbanisme et de mobilité.

## Jeunesse et formation
Janette Sadik-Khan est la fille d'un banquier d'affaires et d'une journaliste du New York Post.

## Carrière

### Premières expériences
Sous le mandat de maire de David Dinkins, Janette Sadik-Khan est directrice du bureau des transports. En 1993 elle est remarquée pour les mesures qu'elle prend à l'encontre des diplomates qui ne règlent pas leurs contraventions de stationnement. Son poste suivant est situé à Washington, au sein de l'Administration fédérale des transports. Après ce poste, elle travaille au sein du cabinet d'ingénierie Parsons Brinckerhoff (en), notamment en tant que consultante sur la reconstruction du World Trade Center.

### Département des transports de New York
En 2007, Michael Bloomberg nomme Janette Sadik-Khan commissaire aux transports de New York, à la tête du New York City Department of Transportation. Durant les quatre premières années de son mandat, elle fait augmenter le budget de son département de 36 %, le portant à 833 millions de dollars annuels, et recrute deux cents personnes supplémentaires, ce qui porte les effectifs de l'équipe à 4 500 personnes. Dès le mois d'août 2008, elle lance le programme « rues d'été », expérimentant la fermeture à la circulation de onze kilomètres de voies durant trois samedis matins successifs ; la tentative est un véritable succès, avec trois cent mille visiteurs.

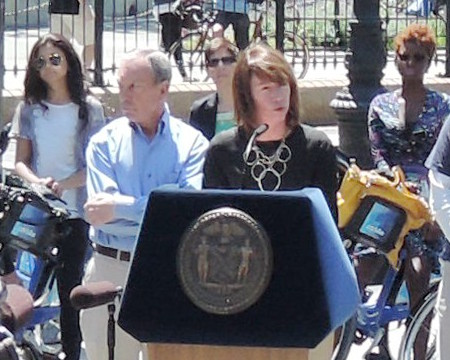
Janette Sadik-Khan lors du discours d'inauguration du service CitiBike.

Durant son mandat, Janette Sadik-Khan est chargée de la transformation des chaussées, auparavant uniquement dévolues à la voiture, en espaces partagés. Plus de six cents kilomètres de pistes cyclables sont aménagées en six ans, ce qui représente plus qu'un doublement du réseau existant. Soixante places publiques, dont Times Square et de nombreuses parties de Broadway, sont piétonisées. En contrepartie, des centaines de places de stationnement sont supprimées sous son administration,,. C'est également elle qui déploie la flotte de vélos en libre-service Citi Bike.
Son mode de gouvernance est critiqué par ses adversaires, notamment sur son manque de tact et sa difficulté à trouver des compromis, d'une part avec les opposants à sa politique, mais également avec les élus et avec ses subordonnés. La stratégie de communication utilisée, de l'avis même du maire et du sien, est en partie un échec, même si Janette Sadik-Khan estime que son action a permis de sauver des centaines de vies. Par ailleurs, Janette Sadik-Khan concentre les critiques, mais son action correspond à la mise en application du programme Bloomberg voté par les citoyens en 2007. Elle estime que les villes américaines ont été endommagées au XXe siècle pour s'adapter à la culture automobile ; sa thèse est que cette transformation a montré ses limites en matière économique, avec un rendement toujours décroissant. Elle souhaite à ce propos remodeler les villes pour les êtres humains et non les voitures.
De fait, dès 2011, les actions entreprises sous son administration ont permis un doublement de la fréquentation des vélos, la création de voies de bus à haut niveau de service dont l'usage est sous vidéosurveillance. En conséquence, le nombre de décès dus à des accidents de la route est à cette date le plus bas depuis le XIXe siècle. Janette Sadik-Khan reste à ce poste jusqu'à la fin de l'année 2013. À la fin de son travail et par la suite, les sondages réalisés montrent que les fruits de son action sont jugés positivement par la population new-yorkaise.

### Au sein de Bloomberg Associates
Après son travail à la mairie de New York, elle est embauchée chez Bloomberg Associates, le cabinet de conseil philanthropique du maire, et écrit l'ouvrage Streetfight: Handbook for an Urban Revolution, qui se veut « une réécriture du code de fonctionnement de la rue ». Son poste de consultante lui vaut d'être souvent sollicitée, afin de conseiller ces villes sur les transformations d'usage de l'espace public, comme à Rio de Janeiro, Los Angeles, Mexico, Détroit, Delhi, Pune ou Bombay.

## Vie privée
Janette Sadik-Khan est mariée à Mark Geistfeld et le couple a un garçon.

## Distinctions et récompenses
En 2013, Janette Sadik-Khan reçoit le National Design Awards (en).